# 米歇尔·托罗
米歇尔·托罗（英語：Michelle Toro，婚前姓威廉姆斯（Williams），1991年1月2日—）生于南非比勒陀利亚，是一名加拿大女子游泳运动员，主攻自由泳。她曾参加2016年里约奥运，获得女子4×100米自由泳接力铜牌。2016年12月，她与青少年时期的队友吉列尔莫·托罗结婚。2018年3月，她正式结束游泳生涯。